# Celina (Texas)
Celina es una ciudad ubicada en el condado de Collin en el estado estadounidense de Texas. En el Censo de 2010 tenía una población de 6.028 habitantes y una densidad poblacional de 164,27 personas por km².

## Geografía
Celina se encuentra ubicada en las coordenadas 33°19′2″N 96°47′15″O / 33.31722, -96.78750. Según la Oficina del Censo de los Estados Unidos, Celina tiene una superficie total de 36.69 km², de la cual 36.29 km² corresponden a tierra firme y (1.1%) 0.4 km² es agua.

## Demografía
Según el censo de 2010, había 6.028 personas residiendo en Celina. La densidad de población era de 164,27 hab./km². De los 6.028 habitantes, Celina estaba compuesto por el 86.89% blancos, el 3.96% eran afroamericanos, el 0.98% eran amerindios, el 0.56% eran asiáticos, el 0% eran isleños del Pacífico, el 5.66% eran de otras razas y el 1.94% pertenecían a dos o más razas. Del total de la población el 20.52% eran hispanos o latinos de cualquier raza.